# ایتالیا در مسابقه آواز یوروویژن
ایتالیا ۴۵ بار در مسابفه آواز یوروویژن شرکت کرده‌است که اولین بارش در سال ۱۹۵۶ در اولین دوره این مسابقات بود (جزو هفت کشوری بود که این مسابقات را شروع کردند) و تا سال ۱۹۹۷ مرتب در مسابقات شرکت کرد تا اینکه بعد از ۱۴ سال غیبت در سال ۲۰۱۱ به مسابقات بازگشت. ایتالیا تاکنون دوبار در این مسابقات برنده شده‌است.

## خلاصه
راهنما
| سال                                | هنرمند                             | زبان                               | عنوان                              | فینال                              | امتیاز                             | نیمه‌نهایی                   | امتیاز                      |
| ---------------------------------- | ---------------------------------- | ---------------------------------- | ---------------------------------- | ---------------------------------- | ---------------------------------- | --------------------------- | --------------------------- |
| مسابقه آواز یوروویژن ۱۹۵۶          | Franca Raimondi                    | زبان ایتالیایی                     | "Aprite le finestre"               | 2                                  | N/A                                | بدون نیمه‌نهایی              | بدون نیمه‌نهایی              |
| مسابقه آواز یوروویژن ۱۹۵۶          | Tonina Torrielli                   | ایتالیایی                          | "Amami se vuoi"                    | 2                                  | N/A                                | بدون نیمه‌نهایی              | بدون نیمه‌نهایی              |
| مسابقه آواز یوروویژن ۱۹۵۷          | Nunzio Gallo                       | ایتالیایی                          | "Corde della mia chitarra"         | ۶                                  | ۷                                  | بدون نیمه‌نهایی              | بدون نیمه‌نهایی              |
| مسابقه آواز یوروویژن ۱۹۵۸          | دومنیکو مودونیو                    | ایتالیایی                          | "Nel blu, dipinto di blu"          | ۳                                  | ۱۳                                 | بدون نیمه‌نهایی              | بدون نیمه‌نهایی              |
| مسابقه آواز یوروویژن ۱۹۵۹          | دومنیکو مودونیو                    | ایتالیایی                          | "Piove (Ciao, ciao bambina)"       | ۶                                  | ۹                                  | بدون نیمه‌نهایی              | بدون نیمه‌نهایی              |
| مسابقه آواز یوروویژن ۱۹۶۰          | رناتو راسل                         | ایتالیایی                          | "Romantica"                        | ۸                                  | ۵                                  | بدون نیمه‌نهایی              | بدون نیمه‌نهایی              |
| مسابقه آواز یوروویژن ۱۹۶۱          | Betty Curtis                       | ایتالیایی                          | "Al di là"                         | ۵                                  | ۱۲                                 | بدون نیمه‌نهایی              | بدون نیمه‌نهایی              |
| مسابقه آواز یوروویژن ۱۹۶۲          | کلاودیو ویلا                       | ایتالیایی                          | "Addio, addio"                     | ۹                                  | ۳                                  | بدون نیمه‌نهایی              | بدون نیمه‌نهایی              |
| مسابقه آواز یوروویژن ۱۹۶۳          | Emilio Pericoli                    | ایتالیایی                          | "Uno per tutte"                    | ۳                                  | ۳۷                                 | بدون نیمه‌نهایی              | بدون نیمه‌نهایی              |
| مسابقه آواز یوروویژن ۱۹۶۴          | جیلیولا چینکوئتی                   | ایتالیایی                          | "Non ho l'età"                     | ۱                                  | ۴۹                                 | بدون نیمه‌نهایی              | بدون نیمه‌نهایی              |
| مسابقه آواز یوروویژن ۱۹۶۵          | Bobby Solo                         | ایتالیایی                          | "Se piangi, se ridi"               | ۵                                  | ۱۵                                 | بدون نیمه‌نهایی              | بدون نیمه‌نهایی              |
| مسابقه آواز یوروویژن ۱۹۶۶          | دومنیکو مودونیو                    | ایتالیایی                          | "Dio, come ti amo"                 | ۱۷                                 | ۰                                  | بدون نیمه‌نهایی              | بدون نیمه‌نهایی              |
| مسابقه آواز یوروویژن ۱۹۶۷          | کلاودیو ویلا                       | ایتالیایی                          | "Non andare più lontano"           | ۱۱                                 | ۴                                  | بدون نیمه‌نهایی              | بدون نیمه‌نهایی              |
| مسابقه آواز یوروویژن ۱۹۶۸          | Sergio Endrigo                     | ایتالیایی                          | "Marianne"                         | ۱۰                                 | ۷                                  | بدون نیمه‌نهایی              | بدون نیمه‌نهایی              |
| مسابقه آواز یوروویژن ۱۹۶۹          | ایوا زانیکی                        | ایتالیایی                          | "Due grosse lacrime bianche"       | ۱۳                                 | ۵                                  | بدون نیمه‌نهایی              | بدون نیمه‌نهایی              |
| مسابقه آواز یوروویژن ۱۹۷۰          | جانی موراندی                       | ایتالیایی                          | "Occhi di ragazza"                 | ۸                                  | ۵                                  | بدون نیمه‌نهایی              | بدون نیمه‌نهایی              |
| مسابقه آواز یوروویژن ۱۹۷۱          | ماسیمو رانیری                      | ایتالیایی                          | "L'amore è un attimo"              | ۵                                  | ۹۱                                 | بدون نیمه‌نهایی              | بدون نیمه‌نهایی              |
| مسابقه آواز یوروویژن ۱۹۷۲          | نیکولا دی باری                     | ایتالیایی                          | "I giorni dell'arcobaleno"         | ۶                                  | ۹۲                                 | بدون نیمه‌نهایی              | بدون نیمه‌نهایی              |
| مسابقه آواز یوروویژن ۱۹۷۳          | ماسیمو رانیری                      | ایتالیایی                          | "Chi sarà con te"                  | ۱۳                                 | ۷۴                                 | بدون نیمه‌نهایی              | بدون نیمه‌نهایی              |
| مسابقه آواز یوروویژن ۱۹۷۴          | جیلیولا چینکوئتی                   | ایتالیایی                          | "Sì"                               | ۲                                  | ۱۸                                 | بدون نیمه‌نهایی              | بدون نیمه‌نهایی              |
| مسابقه آواز یوروویژن ۱۹۷۵          | Wess and Dori Ghezzi               | ایتالیایی                          | "Era"                              | ۳                                  | ۱۱۵                                | بدون نیمه‌نهایی              | بدون نیمه‌نهایی              |
| مسابقه آواز یوروویژن ۱۹۷۶          | آلبانو کاریزی & رومینا پاور        | زبان انگلیسی، ایتالیایی            | "We'll Live It All Again"          | ۷                                  | ۶۹                                 | بدون نیمه‌نهایی              | بدون نیمه‌نهایی              |
| مسابقه آواز یوروویژن ۱۹۷۷          | میا مارتینی                        | ایتالیایی                          | "Libera"                           | ۱۳                                 | ۳۳                                 | بدون نیمه‌نهایی              | بدون نیمه‌نهایی              |
| مسابقه آواز یوروویژن ۱۹۷۸          | Ricchi e Poveri                    | ایتالیایی                          | "Questo amore"                     | ۱۲                                 | ۵۳                                 | بدون نیمه‌نهایی              | بدون نیمه‌نهایی              |
| مسابقه آواز یوروویژن ۱۹۷۹          | Matia Bazar                        | ایتالیایی                          | "Raggio di luna"                   | ۱۵                                 | ۲۷                                 | بدون نیمه‌نهایی              | بدون نیمه‌نهایی              |
| مسابقه آواز یوروویژن ۱۹۸۰          | Alan Sorrenti                      | ایتالیایی                          | "Non so che darei"                 | ۶                                  | ۸۷                                 | بدون نیمه‌نهایی              | بدون نیمه‌نهایی              |
| بین سال‌های 1981 و 1982 شرکت نکرد   |                                    |                                    |                                    |                                    |                                    | بدون نیمه‌نهایی              | بدون نیمه‌نهایی              |
| مسابقه آواز یوروویژن ۱۹۸۳          | ریکاردو فوگلی                      | ایتالیایی                          | "Per Lucia"                        | ۱۱                                 | ۴۱                                 | بدون نیمه‌نهایی              | بدون نیمه‌نهایی              |
| مسابقه آواز یوروویژن ۱۹۸۴          | آلیس (خواننده) & فرانکو باتیاتو    | ایتالیایی                          | "I treni di Tozeur"                | ۵                                  | ۷۰                                 | بدون نیمه‌نهایی              | بدون نیمه‌نهایی              |
| مسابقه آواز یوروویژن ۱۹۸۵          | آلبانو کاریزی & رومینا پاور        | ایتالیایی، انگلیسی                 | "Magic Oh Magic"                   | ۷                                  | ۷۸                                 | بدون نیمه‌نهایی              | بدون نیمه‌نهایی              |
| مسابقه آواز یوروویژن ۱۹۸۶          | شرکت نکرد                          | شرکت نکرد                          | شرکت نکرد                          | شرکت نکرد                          | شرکت نکرد                          | بدون نیمه‌نهایی              | بدون نیمه‌نهایی              |
| مسابقه آواز یوروویژن ۱۹۸۷          | اومبرتو توزی and راف (خواننده)     | ایتالیایی                          | "Gente di mare"                    | ۳                                  | ۱۰۳                                | بدون نیمه‌نهایی              | بدون نیمه‌نهایی              |
| مسابقه آواز یوروویژن ۱۹۸۸          | لوکا بارباروسا                     | ایتالیایی                          | "Vivo (Ti scrivo)"                 | ۱۲                                 | ۵۲                                 | بدون نیمه‌نهایی              | بدون نیمه‌نهایی              |
| مسابقه آواز یوروویژن ۱۹۸۹          | آنا اوکسا and فاستو لیالی          | ایتالیایی                          | "Avrei voluto"                     | ۹                                  | ۵۶                                 | بدون نیمه‌نهایی              | بدون نیمه‌نهایی              |
| مسابقه آواز یوروویژن ۱۹۹۰          | توتو کوتونیو                       | ایتالیایی                          | "Insieme: 1992"                    | ۱                                  | ۱۴۹                                | بدون نیمه‌نهایی              | بدون نیمه‌نهایی              |
| مسابقه آواز یوروویژن ۱۹۹۱          | پپینو دی کاپری                     | زبان ناپولی                        | "Comme è ddoce 'o mare"            | ۷                                  | ۸۹                                 | بدون نیمه‌نهایی              | بدون نیمه‌نهایی              |
| مسابقه آواز یوروویژن ۱۹۹۲          | میا مارتینی                        | ایتالیایی                          | "Rapsodia"                         | ۴                                  | ۱۱۱                                | بدون نیمه‌نهایی              | بدون نیمه‌نهایی              |
| مسابقه آواز یوروویژن ۱۹۹۳          | انریکو روجری                       | ایتالیایی                          | "Sole d'Europa"                    | ۱۲                                 | ۴۵                                 | Kvalifikacija za Millstreet | Kvalifikacija za Millstreet |
| بین سال‌های n 1994 و 1996 شرکت نکرد | بین سال‌های n 1994 و 1996 شرکت نکرد | بین سال‌های n 1994 و 1996 شرکت نکرد | بین سال‌های n 1994 و 1996 شرکت نکرد | بین سال‌های n 1994 و 1996 شرکت نکرد | بین سال‌های n 1994 و 1996 شرکت نکرد | بدون نیمه‌نهایی3             | بدون نیمه‌نهایی3             |
| مسابقه آواز یوروویژن ۱۹۹۷          | Jalisse                            | ایتالیایی                          | "Fiumi di parole"                  | ۴                                  | ۱۱۴                                | بدون نیمه‌نهایی3             | بدون نیمه‌نهایی3             |
| بین سال‌های 1998 و 2010 شرکت نکرد   |                                    |                                    |                                    |                                    |                                    | بدون نیمه‌نهایی3             | بدون نیمه‌نهایی3             |
| مسابقه آواز یوروویژن ۲۰۱۱          | رافائل گوآلازی                     | ایتالیایی، انگلیسی                 | "Madness of Love"                  | ۲                                  | ۱۸۹                                | عضو «پنج بزرگ»              | عضو «پنج بزرگ»              |
| مسابقه آواز یوروویژن ۲۰۱۲          | نینا زی‌لی                          | انگلیسی، ایتالیایی                 | "L'amore è femmina (Out of Love)"  | ۹                                  | ۱۰۱                                | عضو «پنج بزرگ»              | عضو «پنج بزرگ»              |
| مسابقه آواز یوروویژن ۲۰۱۳          | مارکو منگونه                       | ایتالیایی                          | "L'essenziale"                     | ۷                                  | ۱۲۶                                | عضو «پنج بزرگ»              | عضو «پنج بزرگ»              |
| مسابقه آواز یوروویژن ۲۰۱۴          | اما مارونه                         | ایتالیایی                          | "La mia città"                     | ۲۱                                 | ۳۳                                 | عضو «پنج بزرگ»              | عضو «پنج بزرگ»              |
| مسابقه آواز یوروویژن ۲۰۱۵          | ایل وولو                           | ایتالیایی                          | "Grande amore"                     | ۳                                  | ۲۹۲                                | عضو «پنج بزرگ»              | عضو «پنج بزرگ»              |
| مسابقه آواز یوروویژن ۲۰۱۶          | فرانچسکا میچلن                     | ایتالیایی، انگلیسی                 | "No Degree of Separation"          | ۱۶                                 | ۱۲۴                                | عضو «پنج بزرگ»              | عضو «پنج بزرگ»              |
| مسابقه آواز یوروویژن ۲۰۱۷          | فرانچسکو گابانی                    | ایتالیایی                          | "کارمای غربی"                      | ۶                                  | ۳۳۴                                | عضو «پنج بزرگ»              | عضو «پنج بزرگ»              |
| مسابقه آواز یوروویژن ۲۰۱۸          | ارمال متا and فابریزیو مورو        | ایتالیایی                          | "Non mi avete fatto niente"        | ۵                                  | ۳۰۸                                | عضو «پنج بزرگ»              | عضو «پنج بزرگ»              |
| مسابقه آواز یوروویژن ۲۰۱۹          | محمود (خواننده)                    | ایتالیایی، زبان عربی               | "پول"                              | ۲                                  | ۴۷۲                                | عضو «پنج بزرگ»              | عضو «پنج بزرگ»              |